# مايكل نادر
مايكل نادر (19 فبراير 1945 - 23 أغسطس 2021) كان ممثلًا أمريكيًا، اشتهر بأدواره مثل ديكس ديكستر في المسلسل التلفزيوني الدرامي ديناستي على قناة ABC من عام 1983 إلى عام 1989، وديميتري ماريك في المسلسل التلفزيوني النهاري أول ماي تشيلدرن (All My Children) على قناة ABC من عام 1991 إلى عام 2001، وفي عام 2013. لعب دور البطولة في دور كيفن طومسون في المسلسل التلفزيوني أز ذا وورلد تيرنز من عام 1975 إلى عام 1978.

## حياته المُبكرة
وُلِد نادر في 19 فبراير 1945 في سانت لويس بولاية ميزوري. كان من أصل ألماني ويوغوسلافي ولبناني. كان نادر ابن شقيق الممثل جورج نادر. انفصل والداه بعد بضعة أشهر من ولادته. في سن السادسة، صدمه سائق مخمور، مما ترك ندبة واضحة على وجهه. رافق نادر والدته مينيت عندما انتقلت إلى لوس أنجلوس لمتابعة مهنة الترفيه.
في السادسة عشر من عمره، كان نادر واحدًا من ثلاثة من راكبي الأمواج الشبان الذين ظهروا في صورة نشرتها مجلة لايف في سبتمبر 1961 مع جورج جونز، مصحوبة بمقال عنوانه "راكبوا الأمواج المجانين السعداء: أسلوب حياة على قمم الأمواج". تخرج من مدرسة باليساديس تشارتر الثانوية في عام 1963.